# Lưu Thúc Kiệm
Lưu Thúc Kiệm (chữ Hán: 劉叔儉, ? - ?), là một trạng nguyên và chính trị gia thời nhà Hồ  đời vua Hồ Quý Ly trong lịch sử Việt Nam.

## Tiểu sử
Ông là người làng Trạm Lộ, huyện Gia Bình, phủ Thuận An, xứ Kinh Bắc (nay thuộc xã Trạm Lộ, thị xã Thuận Thành, tỉnh Bắc Ninh). Ông thi đỗ Trạng nguyên khoa tháng 8, Canh Thìn, năm Thánh Nguyên thứ 1 (1400), đời Hồ Quý Ly cùng 20 người khác đỗ thái học sinh, trong đó có Nguyễn Trãi, Lý Tử Tấn, Vũ Mộng Nguyên, Hoàng Hiến, Nguyễn Thành,... Ông được các bạn cùng khoa này mến phục bởi tài năng và đức tính liêm khiết. Sau khi đỗ đạt, ông làm quan đến Hàn lâm trực học sĩ.  Do giỏi văn từ biện bạch nên Hồ Quý Ly giao cho ông việc thảo các văn từ bang giao với các nước láng giềng. Sử không chép nhiều về ông, cũng như không rõ kết cục của ông thế nào khi nhà Hồ bị nhà Minh đánh bại. Trong khi đó, những người đỗ thái học sinh cùng khóa với ông đều làm quan dưới triều Hậu Lê sau này. 